# Vanilla fimbriata
Vanilla fimbriata är en orkidéart som beskrevs av Robert Allen Rolfe. Vanilla fimbriata ingår i släktet Vanilla och familjen orkidéer. Inga underarter finns listade i Catalogue of Life.